# Thomas Nordegren

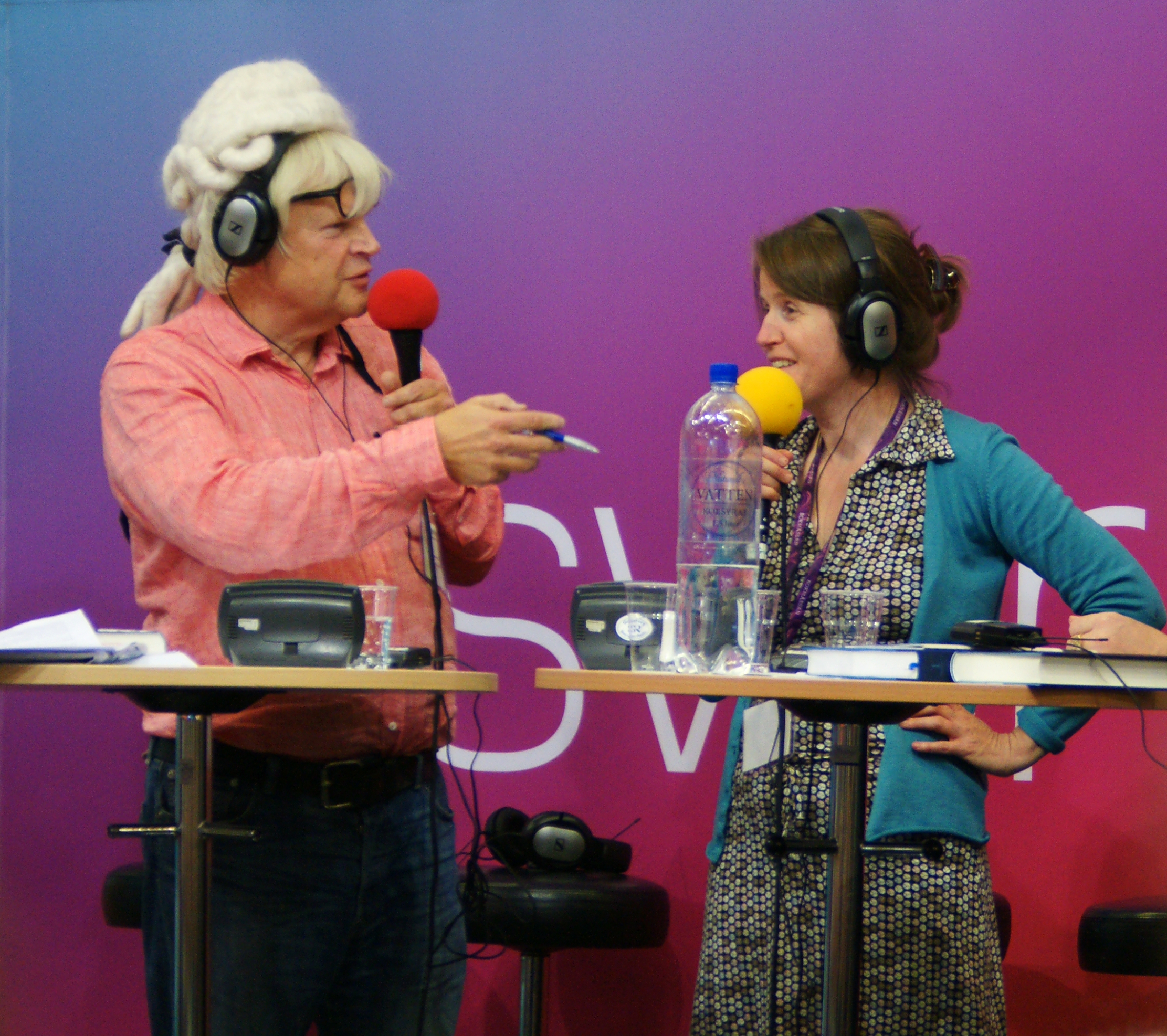
Thomas Nordegren tillsammans med Louise Epstein under inspelning av radioprogrammet Nordegren & Epstein i P1. Nordegren iklädd peruk i samband med att den svenska tryck- och yttrandefriheten firar 250 år.

Carl Axel Thomas Nordegren, född 20 februari 1953 i Helsingborgs Maria församling i dåvarande Malmöhus län, är en svensk journalist och programledare i Sveriges Radio. Han har i många år varit utrikeskorrespondent för Sveriges Radio, bland annat i Berlin (1997–2001) och Washington (2003–2007). Han var 2011–2023 programledare för radioprogrammet Nordegren & Epstein i P1 tillsammans med Louise Epstein.

## Biografi
Thomas Nordegren är son till direktören Lennart Nordegren och Gunvor, ogift Nilsson. Farföräldrarna grosshandlaren Axel F. Nordegren och Sigrid Dahl hade på 1920-talet etablerat AB Axel F. Nilsson i Helsingborg, som fadern senare övertog. Nordegrens morfar var sångartisten Carl Leonard.
Nordegren började som 15-åring sin karriär som elevrådsordförande på Nicolaiskolan i Helsingborg. Han deltog sedan i ett uppror inom elevorganisationen SECO och valdes in i centralstyrelsen tillsammans med bland andra Katarina Engberg och Gunnar Wetterberg. Nordegren flyttade 1970 till Stockholm och anställdes av RFHL för att sköta en skolkampanj i narkotikafrågor. Samtidigt var han reporter och programledare i ungdomsprogram på Sveriges Television. Därefter anställdes han som förste byråsekreterare på Socialstyrelsen och var där medarbetare till Bror Rexed. Efter en konflikt med den nya generaldirektören Barbro Westerholm, i samband med en kritisk bok om läkemedelskontrollen i Sverige, gick han över till Sveriges Television, där han främst kom att arbeta som reporter och programledare i programmet Kvällsöppet under ledning av Åke Wilhelmsson.
Därefter övergick Nordegren till att vara recensent och krönikör på Dagens Nyheters kulturredaktion, innan han rekryterades till det dagliga samhällsmagasinet Kanalen på Sveriges Radio. Han utsågs sedan till chef för Kanalen och deltog i det kontroversiella beslutet att lägga ner programmet och ersätta det med Studio Ett med dubbelt så lång sändningstid och två programledare. 
Thomas Nordegren har varit utrikeskorrespondent i Berlin (1997–2001) och Washington (2003–2007), och dessförinnan hade han haft motsvarande position i bland annat Helsingfors och Bryssel. Han har varit programledare och chef för P1s samhällsmagasin Kanalen och Studio Ett. Han har vunnit priser för sina reportageserier om bland annat Stjärnornas krig, Baltikums frigörelse, aids och narkotikamissbruk. Han nominerades 2008 till Stora Radiopriset i kategorin Årets folkbildare. Han var 2011–2023 programledare för radioprogrammet Nordegren & Epstein i P1 tillsammans med Louise Epstein. 
Nordegren har skrivit ett dussintal fackböcker, bland annat uppslagsböckerna Droger A-Ö och The A-Z Encyclopedia of Alcohol and Drug Abuse.
Nordegren deltog i par med Louise Epstein i underhållningsprogrammet På spåret i SVT 2014, 2015 och 2020. Hösten 2020 ersatte de med kort varsel Frida Boisen och Hamid Zafar vars program aldrig sändes.

## Familj
Thomas Nordegren var under en period från 1970-talets mitt sambo med sedermera statsrådet Barbro Holmberg (född 1952). Tillsammans fick de en son (född 1978) och tvillingdöttrar (födda 1980), av vilka märks Elin Nordegren som var gift med golfstjärnan Tiger Woods åren 2004–2010.
Åren 1989 till 1999 var han gift med DN-journalisten Carin Ståhlberg (född 1952), dotter till Gideon Ståhlberg och Karin Johannesson. De fick två söner (födda 1989 och 1992). 
Sedan 2003 är han gift med konstnären och barnboksförfattaren Anna Höglund (född 1958). Figuren Kåge i hennes barnböcker om nallarna Mina och Kåge företer vissa likheter med Thomas Nordegren. I detta äktenskap har Nordegren en son (född 1999) och en dotter (född 2001).
Litteraturvetaren Margot Lindahl (gift med Douglas Lindahl) var faster och civilingenjören Sven-Åke Nordegren farbror till Thomas Nordegren.